# 齐亚纳加尔乌帕齐拉
齐亚纳加尔乌帕齐拉( 英语:  Zianagar Upazila ) 是孟加拉国巴里萨尔专区比罗杰布尔县的一个乌帕齐拉。总面积91.78平方千米，位于北纬22°31'-22°40'，东经90°01'-90°07'。该地总人口数为71905人，其中男性36119人，女性35786人。